# Митьки никого не хотят победить, или Митькимайер
«Митьки никого не хотят победить, или Митькимайер» — российский полнометражный анимационный фильм 1992 года по мотивам книги Владимира Шинкарёва «Митьки».
Над фильмом активно работали Александр Флоренский (художник-постановщик) и Ольга Флоренская. Текст от автора читает Вячеслав Захаров.

## Сюжет
13 мая 1985 года пассажирское судно «Рейган» отправилось в очередной кругосветный круиз. Когда капитан увидел за бортом тонущую женщину, её первым бросился спасать американец, однако утонул, не доплыв десяти метров. За ним последовал француз, однако не доплыл пяти метров. Третьим женщину решил спасти митёк, однако утонул сразу. Увидев такой героизм, миллионер господин Майер сразу проследовал в каюту митька и нашёл там книгу Владимира Шинкарёва, которую принялся изучать.
Майер многое узнал о «загадочных и прекрасных людях» — о том, что митьки всегда приветствуют друг друга троекратным поцелуем, о том, что митьки чрезвычайно внимательны к животному миру, о том, как Дмитрий Шагин сдал все пустые бутылки Виктора Цоя, Бориса Гребенщикова, Юрия Шевчука, Константина Кинчева, о том, как Фил показывал свою невесту художнику Флоренычу, о том, что такое вида́к и шмуда́к.
Проникнувшись митьками, господин Майер оставил все свои капиталы и поехал в далёкую снежную Россию. Он стал работать в котельной, а вскоре его и самого стали принимать за митька.

## Музыка
В фильме звучат песни в исполнении Бориса Гребенщикова «Сердце», «Шинкарёвский романс», «У кошки четыре ноги», «Чубчик» и «Пускай погибну безвозвратно», а также инструментал «Рататуй», вошедшие затем в альбом «Чубчик».